# Вольф, Самуил
Самуил Вольф — венгерский поэт XVI века, воспевал подвиги Стефана Батория.
О нем известно только, что он был родом из Силезии и что Стефан Баторий торжественно увенчал его лавровым венком. Самуил Вольф в своих сочинениях воспевал военные подвиги Батория, но до нас дошли только два его стихотворения, именно: «Elegia Funebris» (1581) и «Stephani Pol. reg. ad Johannem Basilidem M. Mosc. Duc. expeditio», и о третьем, «Descriptio belli Moschovitici», упоминает Папроцкий.